# Bílovice nad Svitavou
Bílovice nad Svitavou (tyska: Bilowitz) är en by och en kommun i Tjeckien. Den ligger i regionen Södra Mähren, i den östra delen av landet, 190 km sydost om huvudstaden Prag. Bílovice nad Svitavou ligger 225 meter över havet och antalet invånare är 3 607 (2016).
Terrängen runt Bílovice nad Svitavou är kuperad åt nordost, men åt sydväst är den platt. Bílovice nad Svitavou ligger nere i en dal. Runt Bílovice nad Svitavou är det ganska tätbefolkat, med 172 invånare per kvadratkilometer. Närmaste större samhälle är Brno, 7,4 km sydväst om Bílovice nad Svitavou. Trakten runt Bílovice nad Svitavou består till största delen av jordbruksmark.